# Polder Oxwerd Uildersma
De Polder Oxwerd Uildersma (ook wel de Feringapolder genoemd) is een voormalig waterschap in de provincie Groningen.
Het waterschap was de opvolger van de schappen Oxwerd Uildersma en de Polder van de Groene watermolen. Het schap was gelegen ten noorden van het Hoendiep (tegenwoordig het Van Starkenborghkanaal). De oostgrens was bij het Stillediep, de noordgrens de N355. De westgrens liep van een punt ongeveer 300 m westelijk van het kruispunt van N355 met de Balmahuisterweg schuin door het land naar het snijpunt van het Van Starkenborghkanaal en het Niezijlsterdiep. De molen van het schap stond ook in deze hoek en sloeg uit op het Niezijlsterdiep.
Waterstaatkundig gezien ligt het gebied sinds 1995 binnen dat van het waterschap Noorderzijlvest.